# Bataille de Cane Hill
Guerre de Sécession
Batailles
Théâtre oriental
- Virginie-occidentale
- Manassas
  - 1re Bull Run
- 1re Virginie Septentrionale
- Burnside Expedition
- Péninsule
- Sept Jours
  - Gaines's Mill
  - Malvern Hill
- 1re Shenandoah valley
- 2de Virginie Septentrionale
  - 2de Bull Run
- Maryland
  - Antietam
- Fredericksburg
- Tidewater
- Chancellorsville
  - Chancellorsville
- Pennsylvanie
  - Gettysburg
- Bristoe
- Mine Run
- Campagne terrestre
  - Wilderness
  - Spotsylvania
  - Cold Harbor
- Bermuda Hundred
- 2de Shenandoah valley
  - Opequon
  - Cedar Creek
- Petersburg
- 1re Wilmington
- 2de Wilmington
- Appomattox
  - 3e Petersburg
  - Sayler's Creek
  - Appomattox C.H.

Théâtre occidental
- East Kentucky
- Shiloh
  - Fort Henry
  - Fort Donelson
  - Shiloh
- Kentucky
- Raid de Newburgh
  - Perryville
- Stones River
  - Murfreesboro
- Vicksburg
  - Champion Hill
  - Vicksburg
- Raid de Morgan
- Raid de Hines
- Tullahoma
- Chickamauga
- Chattanooga
- Knoxville
- Raid Forrest
- Atlanta
- Franklin-Nashville
- Savannah
- Carolines
  - Bentonville
- Raid de Wilson

Théâtre Trans-Mississippi
- Arizona confédéré
  - 1re Messilla
- Missouri
  - Wilson's Creek
- Territoire indien
- Trail of Blood on Ice
- Nouveau-Mexique
- Boston Mountains
- Pea Ridge
- 1re Texas
- Little Rock
- 2de Texas
- Camden
- Red River
- Raid de Price
- Palmito Ranch

Théâtre du bas littoral et approche du golfe
- Fort Sumter
- Blocus de l'Union
- 1re Bayou Teche
- Mississippi valley
  - Port Hudson
- Charleston
- 2de Bayou Teche
- Mobile Bay
- Mobile

La bataille de Cane Hill s'est déroulée dans le comté de Washington, Arkansas, le 28 novembre 1862 lors de la guerre de Sécession. Les troupes de l'Union sous le commandement du brigadier général James G. Blunt repoussent les confédérés commandés par le brigadier général John S. Marmaduke vers les Boston Mountains dans le nord-ouest de l'Arkansas.
La bataille de Cane Hill fait partie de la tentative confédérée de repousser les forces de l'Union vers le Missouri et de reprendre le terrain perdu pendant la campagne de Pea Ridge au début de 1862, quand les forces de l'Union ont sécurisé les parties septentrionales de l'Arkansas. Le général confédéré Thomas C. Hindman déplace son armée de 11 000 soldats dans Fort Smith, Arkansas, et se prépare à traverser les montagnes Boston à l'extrémité nord-ouest de l'État. Là bas, Blunt avec 5 000 hommes l'attend. Hindman espère attaquer la force de Blunt, qui se trouve à plus de 110 kilomètres (70 miles) des renforts de l'Union les plus proches. Hindman envoie Marmaduke et 2 000 cavaliers pour fixer Blunt sur place pendant que Hindman déplace le reste de sa force au travers des montagnes.
Blunt bouleverse le plan confédéré en avançant vers le sud lorsqu'il entend parler de l'approche de Marmaduke. Marmaduke n'est pas préparé à rencontrer Blunt, qui se trouve à 56 kilomètres (35 miles) plus au sud qu'il ne le pensait. Les troupes de Marmaduke sont surprises et en infériorité numérique quand Blunt lance son attaque le 28 novembre 1862. Marmaduke commence, à la hâte, une retraite, et ordonne à la cavalerie du colonel Jo Shelby de lancer une action de retardement pendant que le reste des confédérés se réfugie dans les montagnes. Blunt poursuit les forces de Marmaduke pendant 19 kilomètres (12 miles) avant que les confédérés ne parviennent à atteindre la sécurité des collines. Bien que les combats durent neuf heures, les pertes sont légères. Les troupes de l'Union subissent 41 tués ou blessés, alors que les confédérés en ont  45.
Cette petite bataille est le prélude d'un plus grand affrontement lors de la bataille de Prairie Grove, Arkansas, neuf jours plus tard. L'avance le Blunt l'isole dangereusement des autres forces de l'Union à Springfield, Missouri, mais lorsque Hindman attaque de nouveau le 7 décembre 1862, il échoue encore à expulser Blunt du nord-ouest de l'Arkansas.

## Mémoire
Le champ de bataille de Cane Hill, s'étend sur 2 400 hectares (6 000 acres) autour du village de Cane Hill, et est répertorié sur le Registre national des lieux historiques en 1994.